# Vũ Minh Khương
Vũ Minh Khương (sinh năm 1959) là Giáo sư, Tiến sĩ người Việt Nam. Ông hiện là giảng viên Trường Chính sách công Lý Quang Diệu (Đại học Quốc gia Singapore), thành viên Tổ Tư vấn kinh tế của Thủ tướng Chính phủ Việt Nam Nguyễn Xuân Phúc nhiệm kì 2016-2021.

## Tiểu sử
Vũ Minh Khương sinh năm 1959 tại Hải Phòng.
Ông học trung học phổ thông ở Hải Phòng.
Năm 1983, ông tốt nghiệp đại học loại xuất sắc ngành Toán tại khoa Toán của Trường Đại học Tổng hợp Hà Nội (nay là Trường Đại học Quốc gia Hà Nội).
Sau khi tốt nghiệp, ông nhập ngũ. Sau vài tháng huấn luyện ông được điều vào công tác ở binh đoàn 318 làm nhiệm vụ khai thác dầu khí ở tỉnh Vũng Tàu.
Sau một năm nhập ngũ thì ông gia nhập Đảng Cộng sản Việt Nam.
Cuối năm 1983, ông xuất ngũ.
Sau đó, ông làm việc ở Trung tâm Điện toán Công ty Điện lực 2 Thành phố Hồ Chí Minh.
Tháng 8 năm 1986, ông trở về Hải Phòng làm Kế toán trưởng rồi Phó giám đốc Xí nghiệp hóa chất Sông Cấm, một công ty quốc doanh với hơn 450 công nhân sắp phá sản.
Tháng 12 năm 1988, ông được công nhân bầu làm Giám đốc Xí nghiệp hóa chất Sông Cấm ở tuổi 29 với hơn 90% phiếu thuận. Ông đã lãnh đạo xí nghiệp này hoạt động hiệu quả, phát triển tốt.
Năm 1992, ông lên Hà Nội, ông giành được học bổng học chương trình Thạc sĩ quản trị kinh doanh tại Đại học Harvard.
Năm 1995, ông tốt nghiệp Thạc sĩ Quản trị kinh doanh (MBA), trở về nước và làm Trưởng ban Cố vấn kinh tế cho Chủ tịch Ủy ban nhân dân thành phố Hải Phòng, Phó trưởng ban quản lý Khu kinh tế Đình Vũ.
Sau đó ông làm việc tại Ủy ban Nghiên cứu thuộc Văn phòng Chính phủ Việt Nam.
Năm 1999, ông trở lại Đại học Harvard làm nghiên cứu sinh tiến sĩ.
Năm 2005, ông tốt nghiệp tiến sĩ về chính sách và kinh tế với kết quả xuất sắc, Đề tài "Phân tích những ảnh hưởng của công nghệ thông tin tới tăng trưởng kinh tế toàn cầu". Tên ông có trên bảng vàng của Trường Hành chính Kennedy (thuộc Đại học Harvard).
Ngày 28 tháng 7 năm 2017, Tổ Tư vấn kinh tế của Thủ tướng Chính phủ Việt Nam Nguyễn Xuân Phúc nhiệm kì 2016-2021 được thành lập theo Quyết định 1120/QĐ-TTg, ông là một trong 15 thành viên.